# Fingal’s Limpet Hammers
Fingal’s Limpet Hammers (auch Carrach An – deutsch die Säulen oder aufrechten Steine genannt) stehen etwa 70 m nordöstlich des Bauernhauses Kilchattan bei Lower Kilchattan, auf der Innere-Hebriden-Insel Colonsay in den Highlands in Schottland. Die Anlage ist als Scheduled Monument denkmalgeschützt.
Es ist ein Steinpaar als Rest eines Steinkreises. Fingal ist der Name eines fiktiven keltischen Sagenkönigs und „Limpet Hammers“ bezieht sich auf die Ähnlichkeit der Steine mit den Werkzeugen, die verwendet wurden, um Limpets (deutsch Napfschnecken) von den Felsen zu lösen.
Die beiden Steine stehen etwa 13,8 m voneinander entfernt und der ehemalige Kreis kann noch bestimmt werden. Er hatte einen Durchmesser von etwa 14,5 m. Der südliche, leicht nach Westen geneigte Stein ist etwa 3,2 m hoch. Er verjüngt sich zu einem stumpfen Ende und hat einen Querschnitt von 0,4 × 0,5 m. Der Nordstein ist 2,5 m hoch und 0,37 × 0,45 m breit. Früher stand eine Darre an der Westseite. Als diese 1901 entfernt wurde, wurden darunter Steine freigelegt, die zum Kreis gehört haben können.
Durch Zufall wurde innerhalb des Kreises eine unterirdische Struktur entdeckt, bei der es sich wahrscheinlich um eine Steinkiste handelt. Sie war 0,75 bis 0,9 m breit, mit einem Deckstein, dessen Oberseite etwa 20 cm unter der Oberfläche lag. Die Öffnung wurde wieder bedeckte, um den Feldbau zu erleichtern.
In der Nähe liegt Riasg Buidhe.